# Torpsbruk
Torpsbruk is een plaats in de gemeente Alvesta in het landschap Småland en de provincie Kronobergs län in Zweden. De plaats heeft 354 inwoners (2005) en een oppervlakte van 66 hectare.

## Verkeer en vervoer
Bij de plaats loopt de Länsväg 126. Vijf kilometer oostelijker ligt de Riksväg 30.
Door de plaats loopt zonder een station de spoorlijn Katrineholm - Malmö.